# Demonax divisus
Demonax divisus là một loài bọ cánh cứng trong họ Cerambycidae.